# Pride Shockwave

Pride Shockwave foi um evento PPV de artes marciais mistas e kickboxing co-promovido pelo Pride Fighting Championships e K-1 em 28 de agosto de 2002. Aconteceu no Tokyo National Stadium em Tóquio, Japão. O nome próprio do evento foi Dynamite! Biggest Mixed Martial Arts World Cup - Summer Night Fever in the National Stadium, também conhecido apenas como Dynamite!
É o evento de MMA e kickboxe com o maior público pagante da história, com 91,707 espectadores ao vivo. O evento teve uma cerimônia de abertura onde os "fundadores do MMA" Antonio Inoki e Hélio Gracie ascenderam uma tocha olímpica juntos (após Inoki descer de paraquedas no estádio). 

## Ligações Externas
- Site Oficial do Pride
- Sherdog.com